# دارکو میلیچیچ
دارکو میلیچیچ (سیریلیک صربی: Дарко Миличић؛ زادهٔ ۲۰ ژوئن ۱۹۸۵) بازیکن بسکتبال اهل صربستان است.
از باشگاه‌هایی که در آن بازی کرده‌است می‌توان به ممفیس گریزلیز، بوستون سلتیکس، اورلندو مجیک، مینه‌سوتا تیمبرولوز، نیویورک نیکس، و دیترویت پیستونز اشاره کرد.
وی در مسابقات کشوری و بین‌المللی در مجموع برندهٔ ۱ مدال طلا شده‌است.